# Woodwardita
La woodwardita és un mineral de la classe dels sulfats, que pertany al grup de la woodwardita. Anomenada així per Samuel Pickworth Woodward, naturalista i geòleg anglès.

## Classificació
Segons la classificació de Nickel-Strunz, la woodwardita pertany a «07.D - Sulfats (selenats, etc.) amb anions addicionals, amb H₂O, amb cations de mida mitjana només; plans d'octaedres que comparteixen vores» juntament amb els següents minerals: felsőbanyaïta, langita, posnjakita, wroewolfeïta, spangolita, ktenasita, christelita, campigliaïta, devil·lina, ortoserpierita, serpierita, niedermayrita, edwardsita, carrboydita, glaucocerinita, honessita, hidrohonessita, motukoreaïta, mountkeithita, wermlandita, shigaïta, zincaluminita, hidrowoodwardita, zincowoodwardita, natroglaucocerinita, nikischerita, lawsonbauerita, torreyita, mooreïta, namuwita, bechererita, ramsbeckita, vonbezingita, redgillita, calcoalumita, nickelalumita, kyrgyzstanita, guarinoïta, schulenbergita, theresemagnanita, UM1992-30-SO:CCuHZn i montetrisaïta.

## Característiques
La woodwardita és un sulfat de fórmula química Cu1-xAlx(OH)₂[SO₄]x/2·nH₂O on (x < 0.5, n < 3x/2) i la ràtio Cu:Al es troba entre 1.73 i 2.03. Cristal·litza en el sistema trigonal. Forma concrecions botrioïdals amb estructura fibrosa.

## Formació i jaciments
És un mineral que encara no ha estat ben caracteritzat, tot i això, es creu que es forma com a producte d'alteració després d'activitat minera. Ha estat descrit a Austràlia, Àustria, Canadà, República Txeca, França, Alemanya, Grècia, Itàlia, Japó, Noruega, Polònia, el Regne Unit, els EUA i Zàmbia.